# Agrotis eumetabola
Agrotis eumetabola là một loài bướm đêm trong họ Noctuidae.